# 헬레네

트로이의 헬렌 에블린 드 모르간, 1898

헬레네(그리스어: Ἑλένη, 영어: Helen of Troy, Helen, Helena, beautiful Helen, Helen of Argos, Helen of Sparta)는 고대 그리스신화에 나오는 제우스와 레다의 딸이며, 사람이 낳은 여인 가운데 가장 아름다웠다고 한다. 헬레나는 스파르타의 메넬라오스왕의 아내였으나, 아프로디테의 뜻에 따라 트로이의 왕자 파리스를 따라 트로이로 도망갔다. 이 일이 유명한 트로이 전쟁의 불씨가 되었다.

## 메넬라오스와의 결혼
헬레네는 주신 제우스와 인간 여인 레다의 딸이었다. 레다는 제우스의 아이인 헬레네와 폴리데우케스 말고도 인간 남편인 스파르타의 왕 틴다레우스의 아이 클리타임네스트라와 카스토르를 함께 임신하고 있었다.
헬레네가 아름다운 처녀로 성장하자 그리스 전역에서 많은 구혼자가 몰려왔다. 이 중에는 오디세우스와 파트로클로스, 그리고 아가멤논의 동생 메넬라오스도 있었다. 틴다레우스는 이들 중 하나를 사위로 뽑으면 남겨진 구혼자들이 다툴까봐 사위를 뽑는 것을 주저하고 있었다. 그러자 오디세우스가 틴다레우스가 고른 사위가 싸움에 말려들면 구혼자들은 모두 그의 편을 들겠다고 미리 맹세를 하도록 꾀를 냈다. 구혼자들이 맹세를 마치자 틴다레우스는 메넬라오스를 택했다.
틴다레우스가 죽고 왕자인 카스토르와 폴리데우케스도 일찍 죽자 헬레네의 남편 메넬라오스가 스파르타의 왕좌에 올랐다. 헬레네는 메넬라오스와의 사이에서 딸 헤르미오네를 낳았다.

## 트로이 전쟁
사랑과 미의 여신 아프로디테는 트로이의 왕자 파리스에게 황금사과를 받은 대가로 세상에서 가장 아름다운 여자인 헬레네를 아내로 맞게 해 주겠다고 약속했었다. 아프로디테의 도움으로 파리스는 헬레네를 데리고 트로이로 달아났다. 일설에 따르면 헬레네는 파리스와 사랑에 빠졌다고도 하고, 다른 설에 따르면 파리스를 사랑하지 않았으나 억지로 납치되었다고도 한다.
메넬라오스는 헬레네의 구혼자들에게 맹세를 지켜달라고 요구했다. 메넬라오스의 형 아가멤논을 중심으로 거대한 그리스군이 결성되고, 이에 대항해 트로이에도 동맹군이 모였다. 이것이 트로이 전쟁이다.
트로이 전쟁은 목마로 인해서 끝이 났다고 알려져 있다. 전쟁을 끝내기 위해 그리스 측은 묘안을 내어 목마를 두고 철수하는 척 하였다. 트로이아 측은 이 목마를 승리의 전리품이라고 생각하여 성 안에 들였으나, 그날 밤 목마 안에서 오디세우스를 선두로 한 그리스 특공대가 나왔고, 그리스 측의 군사들은 밤에 다시 성밖에 와서 숨어서 기다리고 있었다. 오디세우스를 선두로 하는 특공대는 성문을 열고 그리스 측의 본군을 들여보냈다. 그리스의 본군은 트로이아 왕을 죽이고 도시를 불태워버렸다.
전쟁이 그리스군의 승리로 끝난 후, 메넬라오스는 헬레네를 죽일 계획이었으나 그녀의 아름다움에 재차 감동해 결국 함께 스파르타로 돌아왔다.
이러한 전통적인 이야기 외에 몇가지 변형된 이야기가 있는데, 그리스의 역사가 헤로도토스는 파리스를 따라 간 것은 그녀의 허상이고 진짜 헬레네는 이집트에 머물고 있었다고 기술했다.

## 같이 보기
- 시몬 마구스
- 아리스토파네스
- 마르쿠스 툴리우스 키케로
- 디온 크리소스토모스
- 에우리피데스
- 헤로도토스
- 헤시오도스
- 호메로스
- 가이우스 율리우스 히기누스
- 이소크라테스
- 오비디우스
- 파우사니아스 (지리학자)
- 사포 (시인)
- 테오크리토스
- 베르길리우스